# Montguyon
Montguyon je naselje in občina v zahodnem francoskem departmaju Charente-Maritime regije Poitou-Charentes. Leta 2006 je naselje imelo 1.455 prebivalcev.

## Geografija
Kraj se nahaja v pokrajini Saintonge 75 km jugovzhodno od njenega središča Saintes.

## Uprava
Montguyon je sedež istoimenskega kantona, v katerega so poleg njegove vključene še občine La Barde, Boresse-et-Martron, Boscamnant, Cercoux, Clérac, La Clotte, Le Fouilloux, La Genétouze, Neuvicq, Saint-Aigulin, Saint-Martin-d'Ary, Saint-Martin-de-Coux in Saint-Pierre-du-Palais z 9.349 prebivalci.
Kanton Montguyon je sestavni del okrožja Jonzac.

## Zanimivosti
- srednjeveška trdnjava Château de Montguyon iz 13. stoletja, postavljena na mestu prvotne trdnjave, omenjene leta 1082; prenovljena v 16. stoletju, francoski zgodovinski spomenik od 23. julija 2004.
- Allée couverte de Pierre Folle, 4500 let stara megalitska konstrukcija.